# Кафана Лончић
Кафана Лончић је најстарија кафана у Сомбору. Отворена је 1884. године и од тада непрекидно ради. Налази се у улици Милоша Обилића на броју 8, на путу за Чонопњу.

## О кафани
У прошлости је кафана служила као свратиште за људе са села и салаша који су долазили у Сомбор на пијацу. Лончић је био уточиште и кутак за обичан свет који је одувек волео прави бирцуз.
Касније је Лончић постало место у коме време проводе Сомборци, али и они који чекају аутобус за Чонопљу.
Богољуб Хиђош је био први власник кафане а њему је помагала супруга Ержебет. Они су били власници кафане до 1932. године.
Тридесет и неке године се мења власник и тај власник је и дан данас, односно његови потомци. Од 1977. године о кафани брину Лазар и Јела Катић, а следећи власник је био њихов син Александар Катић.Садашњи газда кафане Лончић је Владислав-Влаја Влашкалић.
Кафана Лончић је годинама мењала власнике, али не и ентеријер. Унутрашњост кафане Лончић је скоро исти као и за време отварања.Зграда је остала иста као пре много деценија, мада је с временом морала да се реновира. Дотрајале столове и столице власници су поправљали или замењивали аутентичним. Шанк, карирани стољњаци, облик чаша...све је остало исто као некад.
Не само да је најстарија кафана у граду, већ је и кафана која је од 1884. године у власништву исте фамилије.
Кафана Лончић је била затворена само кратко у време уласка окупаторске војске 1941. године.

## Занимљивости
Звонце за туру пића  - У Лончићу је постојао одвојени простор за картароше. Поред стола је и било мало звонце којим  су гости дозивали конобара да понови туру пића.